# O, The Oprah Magazine
O, The Oprah Magazine este o revistă americană lunară adresată femeilor, deținută de Oprah Winfrey și de trustul de presă Hearst Corporation.
În anul 2007, revista a avut un tiraj de 2.420.940 exemplare lunar.